# João de Melo (alcaide-mor)
João de Melo foi um nobre português.

## Biografia
Filho de Duarte de Melo e de sua mulher Guiomar de Barros (c. 1453 -).
Alcaide-Mor do Castelo de Castelo de Vide.

## Casamento e descendência
Casou com Filipa de Abreu, filha de Henrique de Melo de Oliveira e de sua mulher Senhorinha de Abreu, da qual teve um filho: 
- Heitor de Melo